# Keresanthe, Kadur
Keresanthe là một làng thuộc tehsil Kadur, huyện Chikmagalur, bang Karnataka, Ấn Độ.